# 岩倉具栄
岩倉 具栄（いわくら ともひで、1904年〈明治37年〉2月8日 - 1978年〈昭和53年〉11月2日）は、日本の英文学者、華族、政治家。東京府出身。貴族院議員。法政大学教授。D・H・ローレンスの研究者。岩倉家第18代当主。勲等は勲三等。その他の栄典は藍綬褒章。爵位は公爵（華族制度廃止まで）。

## 生涯

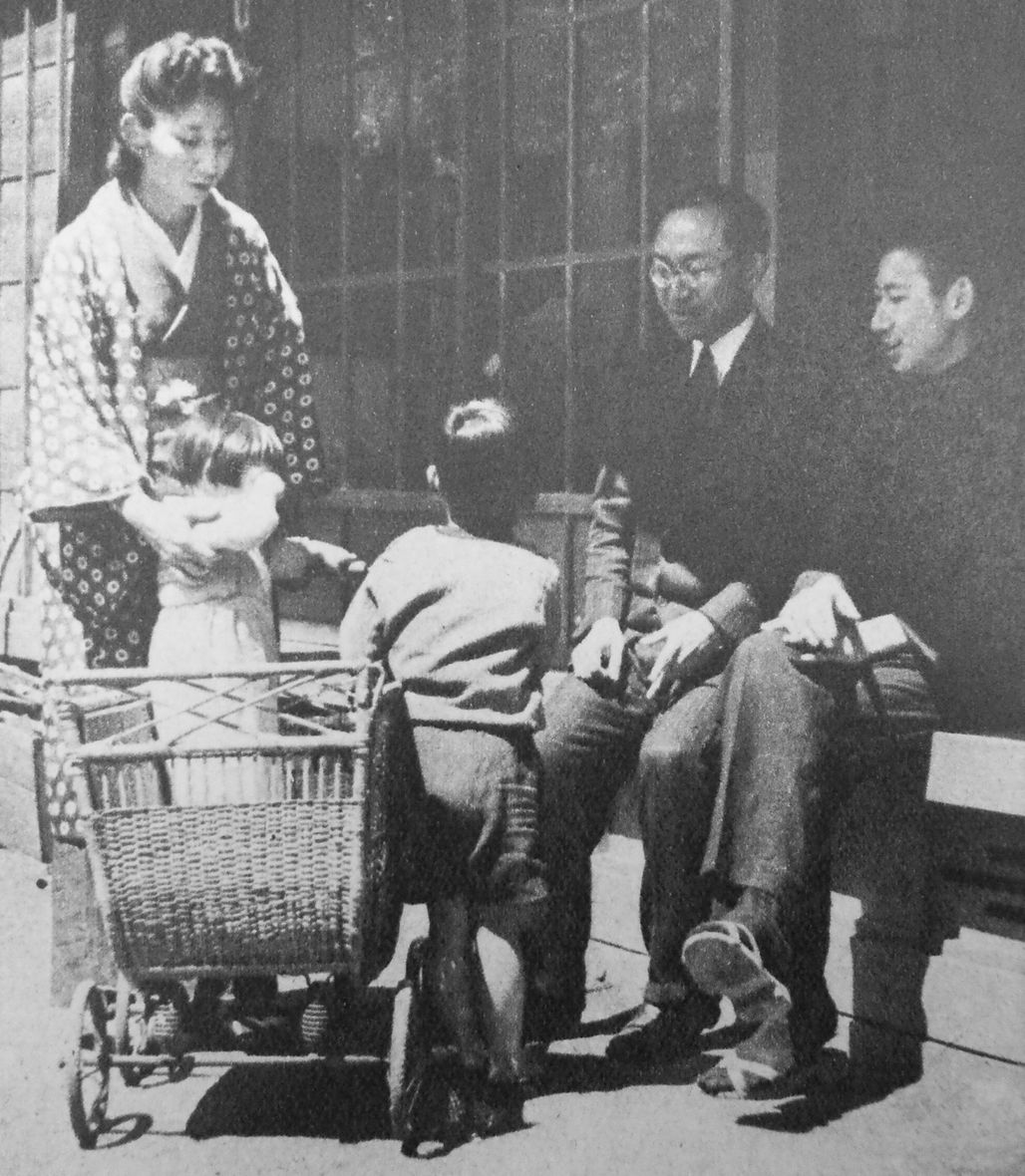
家族とともに（1949年（昭和24年））

公爵岩倉具張の長男として、東京府東京市上目黒の西郷従徳邸に誕生。当時、父は東京帝国大学の学生だった。父方の曾祖父は岩倉具視で母方の祖父は西郷従道。東京府東京市麹町区に育つ。
父具張が投機に失敗して多額の負債を作ったため、責任を取って官職を辞し、1914年（大正3年）8月29日に隠居。このため、1914年（大正3年）9月5日、学習院初等科5年在学中の具栄が公爵の爵位を継承。クリスチャンである母の感化により洗礼を受け、キリスト教の影響を受けて育つ。東京府立第一中学校在学中、小川未明や室生犀星、久米正雄、谷崎潤一郎、国木田独歩、ツルゲーネフなどを愛読。第一高等学校文科甲類を経て、1924年（大正13年）、東京帝国大学法学部政治学科入学。大学の入試対策で研究社の英文学叢書、なかんずくウォルター・ペイターの『ルネッサンス』を読んだことがきっかけで英文学に傾倒。大学在学中は法科の学問が肌に合わず、ソローやサッカレーなど文学書を愛読。文科に進まなかったことを後悔した。1927年（昭和2年）、東京帝国大学法学部政治学科卒業。具栄の志は英文学研究にあったが、家庭の事情によって内務省に入り、社会局労働課の無給嘱託となる。同年秋、高等文官試験を受験したが1点足らずで不合格。1928年（昭和3年）11月から帝室林野局の属官となる。この頃、小説家を志して谷崎精二への入門を考えた。
1933年（昭和8年）3月29日、妹靖子が左翼活動による治安維持法違反の容疑（『赤化華族事件』）で逮捕投獄され、同年7月1日に起訴。このため、同年7月13日、具栄は責任を取って帝室林野局を辞職。以後は英文学翻訳の道に進む。年末の12月18日、靖子は保釈されたが、21日に剃刀で頸動脈を切って自殺を遂げた。
この事件で大きな衝撃を受けた具栄は数ヶ月間を茫然自失として過ごす。1934年（昭和9年）2月7日、満30歳となり貴族院公爵議員に就任。恩賜財団済生会に勤務する傍ら翻訳を続け、1935年（昭和10年）、キャサリン・マンスフィールド短篇集『理想の家族』を東京精神分析学研究所出版部から刊行。1941年（昭和16年）、太平洋協会理事に就任。1944年（昭和19年）、民族学協会理事に就任。
1947年（昭和22年）、野上豊一郎の世話により法政大学予科講師となる。同年、日本国憲法施行に伴って爵位を失う。1948年（昭和23年）、法政大学予科教授となる。1969年（昭和44年）、法政大学を定年退職。1970年（昭和45年）から大東文化大学教授。1976年（昭和51年）、藍綬褒章を受ける。
1978年（昭和53年）11月2日、霞会館会員食堂にて昼食中、脳溢血で急死。74歳。同年12月、生前の功によって勲三等に叙され、旭日中綬章を受けた。

### 逸話
- もともとはテレビを嫌っていたが、法政大学退職後は大のテレビ好きとなり、特に岩倉家の親類である加山雄三の出演番組は見逃さなかった。お気に入りの番組は『レッツゴーヤング』であり、好きな歌手は山口百恵だった[4]。

### 係累
妻良子（よしこ）は伯爵藤堂高紹の長女。長男の岩倉具忠はイタリア文学者で京都大学教授。次男の岩倉具房は株式会社ウテナ代表取締役会長。女優小桜葉子（加山雄三の母）はいとこ。

## 著書
- 戦時人口政策（慶文堂書店 1941年（昭和16年））
- 『大東亜建設と植民政策』（八木書店、1942年（昭和17年））
- 随筆集『南国の日射し』（霞ヶ関書房、1942年（昭和17年））

### 訳書
- キャサリン・マンスフィールド『理想の家族』（東京精神分析学研究所出版部、1935年（昭和10年））
- D・H・ローレンス『太陽』（作品社、1936年（昭和11年））
- アンドレ・モーロア『詩人と予言者』 （金子重隆、大槻憲二共訳 岡倉書房、1941年（昭和16年））
- ロレンス『薔薇園に立つ影』（三和書房、1955年（昭和30年））
- ロレンス『裸の神様』（三和書房、1956年（昭和31年）、角川文庫、1959年）
- 『ローレンス短篇集』（新潮文庫、1957年（昭和32年））
- マンスフィールド『蜜月』（第一評論社、1958年（昭和33年））
- ロレンス『ダフネス夫人の恋 てんとう虫』（時事通信社出版局・時事新書、1959年（昭和34年））
- ジョン・ラスキン『フローレンスの朝』（明玄書房、1960年（昭和35年））

### 編著
- 『岩倉宮内大臣集』（明玄書房、1960年（昭和35年））
- 『岩倉贈太政大臣集』（中央公論事業出版、1968年（昭和43年））